# Autodesk Maya
Autodesk Maya — застосунок, графічний редактор, для моделювання тривимірних об'єктів, анімації, композитингу та візуалізації (за допомогою підімкнутих систем рендерингу). В даний час є стандартом для розробки 3D графіки для кіно і телебачення. Спочатку розроблена для ОС IRIX (платформа SGI), потім була портована під ОС Linux, Microsoft Windows і Mac OS. З 2013 року, версії програми випускаються тільки для 64-бітових систем.

## Історія та загальний огляд

Логотип у перших версіях Maya під брендом Alias та Alias-Wavefront

Логотип Maya під брендом Autodesk до 2012 року

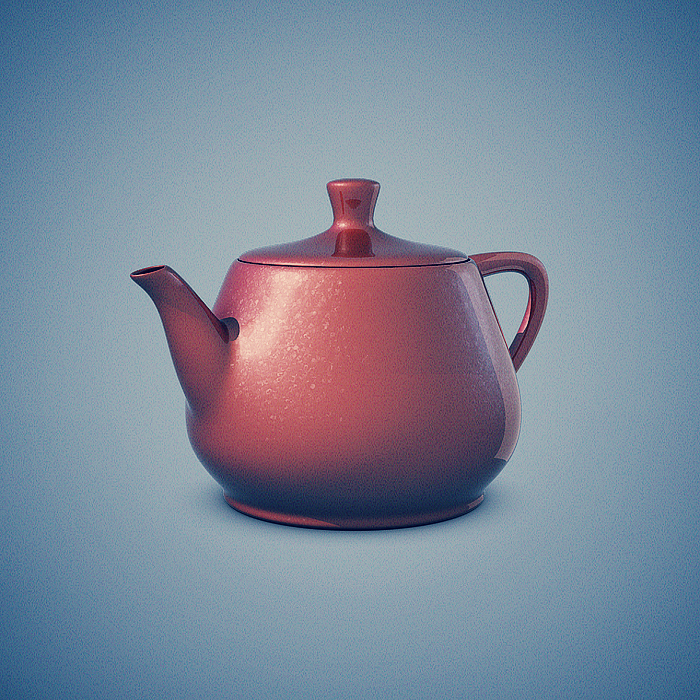
Чайник Юта — культова модель в 3D графіці. Дана робота зроблена в Maya за першопочатковим референсом, що має розтягнуту форму по висоті.

Назва програмного забезпечення Maya пояснюється санскритським словом माया māyā (майа), яке означає ілюзія.

Maya стала результатом суміщення трьох програмних продуктів: Wavefront The Advanced Visualizer (Каліфорнія, США), Thomson Digital Image (TDI) Explore (Франція) і Alias Power Animator (Торонто, Канада). У 1993 Wavefront купила TDI, потім в 1995 компанія Silicon Graphics Incorporated (SGI) купила обидві компанії Alias і Wavefront. Об'єднана компанія стала називатися Alias-Wavefront
, яка офіційно розпочала розробляти продукт Maya, що був продемонстрований через два роки діяльності в 1998 для OS IRIX та згодом портована для операційних систем Microsoft Windows, Linux і Mac OS X.

Пізніше Alias | Wavefront була перейменована в Alias. У 2003 році Alias була продана SGI приватній інвестиційній фірмі Accel-KKR. У жовтні 2005 Alias була знову перепродана, цього разу компанії Autodesk. 10 січня 2006 Autodesk закінчив злиття і тепер Alias Maya відома як Autodesk Maya. Представники компанії в різних інтерв'ю підтвердили, що не будуть зливати Maya і 3ds MAX в один продукт.
Для платформи IRIX останньою версією стала 6.5, у зв'язку з зменшенням популярності цієї ОС.
З 1998 року Maya існувала в трьох версіях: Maya Unlimited — найповніший і найдорожчий пакет, який містив розширення Hair, Fur, Maya Muscule, Fluid Effects, Cloth і деякі інші. Maya Complete — базова версія пакету, в якій присутні повноцінні блоки моделювання та анімації, але відсутні модулі фізичної симуляції. Maya Personal Learning Edition — безкоштовний пакет для некомерційного використання. В якій є функціональні обмеження на розмір зображення для рендерингу, а також позначення їх водяними знаками.
У вересні 2007 року, була випущена нова версія, що отримала ім'я Maya 2008.
На виставці SIGGRAPH 2009 компанія Autodesk представила нову версію свого 3D-редактора Autodesk Maya 2010, починаючи з якого, розробники відмовилися від поділу програми на Maya Complete і Maya Unlimited — тепер вони запропонували одне рішення під назвою — Maya 2010. Maya 2010 містить всі можливості Maya Unlimited 2009 і Maya Complete 2009, включаючи Maya Nucleus Unified Simulation Framework, Maya nCloth, Maya nParticles, Maya Fluid Effects, Maya Hair, Maya Fur. У новій версії представлена нова система композитингу Maya Composite, заснована на програмі Autodesk Toxic, яка більше не буде доступна у вигляді окремого додатка. Крім цього, в Maya 2010 включена система Autodesk MatchMover, менеджер для складання завдань мережевої візуалізації Autodesk Backburner, п'ять вузлів візуалізації для пакетного рендерингу засобами mental ray
| Програмні          | Мінімальні системні вимоги Maya 2010 для 64-х бітної версії                                                                                    |
| ------------------ | --- |
| Операційна система | Microsoft Windows Vista Business (SP1 or higher), Microsoft Windows XP x64 Edition (SP2 or higher), Red Hat Enterprise Linux 5.3 WS, Fedora™ 8 |
| Інтернет браузер   | Apple Safari, Microsoft Internet Explorer 6.0 або новіша, Mozilla Firefox, Netscape 7 або новіша                                               |
| Апаратні           | |
| Процесор           | Intel EM64T, AMD Athlon 64, AMD Opteron |
| Відео карта        | Сертифікована відеокарта з підтримкою OpenGL                                                                                                   |
| Оперативна пам'ять | 2 GB |
| Вінчестер          | 2 GB |

Починаючи з версії Maya 2014 підтримуються тільки 64-х бітні операційні системи.
2014 року Autodesk представила ще один програмний продукт — Maya LT 2015. В основі це обрізана по функціоналу версія Maya 2015 акцентована на інструментах, які використовують ігрові розробники. Має вбудований Turtle рендер заточений для запікання текстурних карт.
Через припинення розробки програмного продукту Autodesk Softimage в 2014 році та обіцянку компанії, що вона не залишить своїх клієнтів без звичного і любимого інструментарію, ряд можливостей почали переносити в Maya, які можна знайти починаючи з версії 2016.
| Програмні          | Мінімальні системні вимоги Maya 2016 |
| ------------------ | --- |
| Операційна система | Microsoft Windows 7 (SP1) and Windows 8.1 Professional, Apple Mac OS X 10.9.5 and 10.10.x, Red Hat Enterprise Linux 6.5 WS, CentOS 6.5 Linux |
| Інтернет браузер   | Apple Safari, Google Chrome, Microsoft Internet Explorer, Mozilla Firefox                                                                    |
| Апаратні           | |
| Процесор           | з підтримкою 64-bit: багатоядерний Intel або AMD                                                                                             |
| Відео карта        | Сертифікована відеокарта організацією Autodesk                                                                                               |
| Оперативна пам'ять | 4 GB (8GB рекомендовано) |
| Вінчестер          | 10 GB |

Важлива особливість Maya — її відкритість для сторонніх розробників, які можуть перетворити її у версію, що більш задовольнятиме їхні вимоги для роботи.

## Скриптові мови
У Maya вбудований потужний інтерпретатор крос-платформенної мови: Maya Embedded Language (MEL), дуже схожа на Tcl, що використовувалася на перших стадіях розробки програми, яка викликала багато дискусій тому, що на той час більшість студій візуальних ефектів використовувало зв'язку Perl-Tcl. Проте у першій готовій версію продукту розробники змінили Tcl на власну внутрішню скриптову мову MEL, яка стала сполучною ланкою між користувачем і ядром програми і в результаті, як виявилося це стало правильною інновацією. Вона стала не просто скриптовою мовою — це спосіб створення нової функціональності та інтерфейсу на базі Maya, бо велика частина оточення Maya і супутніх інструментів написана на цій же мові, що відкриває необмежені можливості. Зокрема, користувач може записати свої дії як скрипт на MEL, з якого можна швидко зробити зручний макрос. Так аніматори можуть додавати функціональність до Maya навіть не володіючи мовами C або C++, залишаючи при необхідності таку можливість. Для написання розширень на мові C++ є детально документований C++ API. Також для розробників тепер є можливість написання доповнень мовою Python, яка у версії Maya 8.5 була також включена, як скриптова мова (у Maya 2008 включена версія Python 2.5).
Файли проектів, включаючи всі дані про геометрію та анімацію, зберігаються як послідовності операцій MEL. Ці файли можуть бути збережені в текстовому файлі (.ma — Maya ASCII), який може бути відредагований в будь-якому текстовому редакторі. Мова MEL не прив'язана до платформи, тому код, написаний на ньому, буде виконуватися в будь-якій операційній системі. Це забезпечує неперевершений рівень гнучкості при роботі із зовнішніми інструментами.

## Рендеринг
Візуалізація в Maya реалізована трьома вбудованими механізмами: Maya Software, Maya Hardware, Maya Vector Render, а також рендером, mental ray Standalone, що встановлюється окремо. Існує й ряд візуалізаторів від сторонніх розробників, в яких включена підтримка Maya. Основні з них:
- V-Ray
- RenderMan
- finalRender
- 3Delight
- Gelato
- Turtle
- Maxwell Render
- Fryrender
- Indigo Renderer
- Brazil R/S
- PlayblastVR — апаратний рендер (на основі OpenGL та DirectX) для створення швидких тестових візуалізацій сцен. Підтримує стандартні джерела світла і шейдери, об'ємні ефекти Maya Fluids і FumeFX, штрихи Maya Paint Effects, частки nParticles, систему волосся nHair і систему моделювання одягу і тканин (nCloth). На виході дозволяє отримати зображення в 15-х основних форматах панорам, включаючи LatLong, використовуваний The Foundry в розробці їх нових інструментів VR. Коли візуалізація завершується, результат може бути автоматично відкритий в утиліті FCheck, або стандартних професійних браузерах зображень, таких як RV або djv view, або в більш спеціалізованих VR браузерах, таких як DomeViewer або Whirligig. Візуалізатор PlayblastVR також підтримує вивід в Google Maps Photo Spheres, з автоматичною підстановкою метаданих. Програмне забезпечення може автоматично збирати композиції на основі налаштувань візуалізації для Fusion і After Effects.

## Плагіни
На основі мови MEL та Python написано безліч різнотематичних плагінів, які поширюються на платних або безкоштовних ліцензіях:
- Krakatoa MY (KMY) — (Windows, Linux) рендер частинок (15-денна пробна версія[7])
- The Andy Rig
- MGTools
- BHGhost
- Miarmy
- tweenMachine
- ShotView
- Advanced Skeleton
- Anim Tools
- Blue Pencil
- та ін.

## Maya в кінематографі
Ще з ранніх версій Maya зарекомендувала себе у сфері кіномистецтва та анімаційного кіно, зокрема з її допомогою були реалізовані такі кіно та анімаційні персонажі, як Стюарт Літтл, Людина-невидимка, Шрек, ВОЛЛ·І, Голум (Володар перснів), Халк, Дейві Джонс (Пірати Карибського моря) та інші.
Програма використана для створення мультфільму «Південний парк» і Остання фантазія: Духи всередині та ін.
Неодноразово студії, що використовують Maya у виробництві візуальних ефектів, були відзначені Американською Академією кінематографічних мистецтв і наук. Серед них Оскар за візуальні ефекти отримали фільми: «Матриця», трилогія «Володар перснів», «Людина-павук 2», «Кінг-Конг», «Пірати Карибського моря: Скриня мерця», «Золотий компас», також Оскар в заснованої в 2001 році номінації «За найкращий анімаційний фільм» отримав мультфільм «Шрек» та інші.